# Maitraka
La dinastia Maitraka (o dels Maitrakes) va governar Gujarat a l'Índia des de vers el 475 al 767.

## Història
El fundador de la dinastia fou el Senapati (general o comandant em cap) Bhatarka, que era un governador militar de la península de Kathiawar, aleshores Saurashtra, per compte de l'Imperi Gupta; es va establir de fet com a governador independent de Gujarat aproximadament en el darrer quart de segle v. Els primers dos governants Maitrakes, Bhatarka i Dharasena van utilitzar només el títol de Senapati (general). El tercer governant Dronasimha finalment va agafar el títol de Maharaja. El rei Guhasena va deixar de utilitzar el terme Paramabhattaraka Padanudhyata al costat del seu nom com havien fet els seus predecessors, doncs això denotava el final de la fidelitat (si és no nominal) a l'Imperi Gupta. Va ser succeït pel seu fill Dharasena II, qui va utilitzar el títol de Mahadhiraja. El seu fill Siladitya I, Dharmaditya, el següent governant, va ser descrit per Hiuen Tsang com a "monarca de gran habilitat administrativa i de una rara compassió i bondat". Siladitya I fou succeït pel seu germà petit Kharagraha I. La inscripció de coure de Virdi (616 CE) del rei Kharagraha, prova que els seus territoris van incloure Ujjain.
Durant el regnat del següent governant, Dharasena III, el nord del Gujarat va ser inclòs en aquest regne. Dharasena II va ser succeït per un altre fill de Kharagraha I, de nom Dhruvasena II Baladitya. Es va casar amb la filla de Harshavardhana. El seu fill Dharasena IV va assumir els títols imperials de Paramabhattaraka Mahrajadhiraja Parameshvara Chakravartin. El poeta sànscrit Bhatti fou el seu poeta de la cort. El següent governant poderós fou Siladitya III. Durant el regnat de Siladitya V, els àrabs probablement van envair el regne. El darrer governant conegut d'aquesta dinastia fou Siladitya VII.
El Maitrakes van governar amb seu a Vallabhi. Van quedar sota domini de Harxa a la meitat del segle VII retenint l'autonomia regional, i van recuperar la independència després de la mort de Harxa. El govern Maitraka es va acabar amb el saqueig de Vallabhi pels bàrbars (àrabs), fet que James Tod situa el 524 però que gairebé tots els altres autors retarden fins al segon o tercer quart del segle viii. No hi ha acord entre els experts en qui va saquejar Vallabhi (simplement els anomenen bàrbars) però probablement foren àrabs.

## Nom

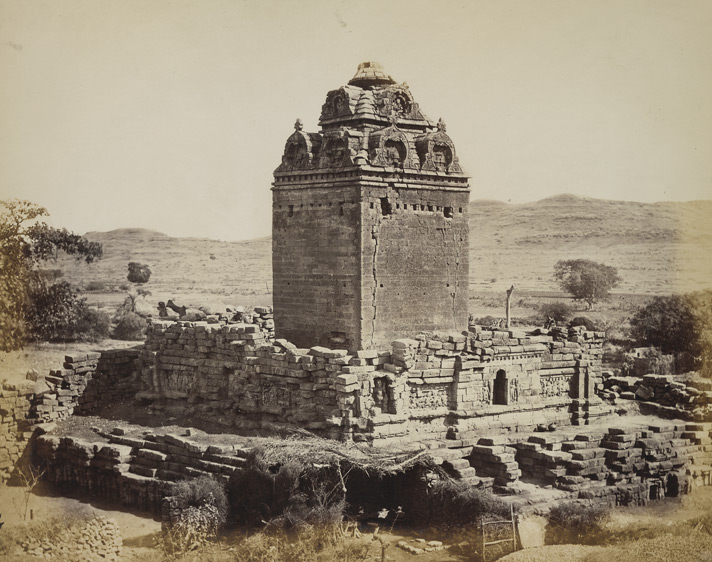
Temple Gop del període Maitraka

El nom Maitraka es diu que deriva de Mithra, el Sol o la deitat Solar, també un sinònim de Mihira. Els Maitrakes, adoradors de Mitra/Mithra o sigui el Sol són identificats amb els Mihires. Hi ha evidència que els governants Maitrakes es van canviar al xaivisme, però quan el viatger xinès Hieun-Tsang va visitar Vallabhi durant el segon quart del segle vii, va trobar que el seu governant era un seguidor budista. Quan I-Tsing (Yijing), un altre viatger xinès, va visitar Vallabhi en el darrer quart del segle vii, va trobar Vallabhi com un gran centre gran d'aprenentatge de religions, incloent el budisme. Gunamati I Sthiramati foren dos savis budistes famosos de Vallabhi a la meitat del segle VII. Vallabhi fou famosa més tard per la seva catolicitat i els estudiants venien de tot el país, incloent els nois Bramans, que buscaven la més alta educació en temes seculars i religiosos. Es diu que els llicenciats de Vallabhi rebien els llocs executius més importants.

## El Maitrakes de Vallabhi
- Bhatarka (vers 470-492)
- Dharasena I (vers 493-499)
- Dronasinha (vers 500-520)
- Dhruvasena I (vers 520-550)
- Dharapatta (vers 550-556)
- Guhasena (vers 556-570)
- Dharasena II (vers 570-595)
- Śīlāditya I Dharmaditya (vers 595-615)
- Kharagraha I (vers 615-626)
- Dharasena III (vers 626-640)
- Dhruvasena II Baladitya (vers 640-644)
- Chkravarti Dharasena IV (Param Bhatarka, Maharajadhiraja, Parameshwara) (vers 644-651)
- Dhruvasena III (vers 651-656)
- Kharagraha II (vers 656-662)
- Śīlāditya II (vers 662- ?)
- Śīlāditya III
- Śīlāditya IV
- Śīlāditya V
- Śīlāditya VI
- Śīlāditya VII (vers 766-776).[2]